# Henry Eriksson
Henry Eriksson (Suecia, 23 de enero de 1920-8 de enero de 2000) fue un atleta sueco, especialista en la prueba de 1500 m en la que llegó a ser campeón olímpico en 1948.

## Carrera deportiva
En los JJ. OO. de Londres 1948 ganó la medalla de oro en los 1500 metros, con un tiempo de 3:49.8 segundos, llegando a meta por delante de su paisano sueco Lennart Strand y del neerlandés Wim Slijkhuis (bronce).